# Новобекешевская
Новобекешевская — станица в Тбилисском районе Краснодарского края Российской Федерации.
Входит в Нововладимировское сельское поселение.
Население около 500 жителей.

## География
Станица расположена в верховьях реки Бейсуг, в степной зоне. Центр сельского поселения — станица Нововладимировская, расположена на противоположном, левом, берегу реки.

## История
Хутор Новобекешевский образован в 1909 году, в 1914 году был преобразован в станицу Новобекешевскую.

## Население
| 2002 | 2010 |
| ---- | ---- |
| 520  | ↘438 |